# Opinie publică
Etimologia cuvântului opinie derivă din latinescul "opinari" care înseamnă a gândi, a crede, a formula o părere și este expresia unei convingeri subiective într-o anumită problemă, față de o anumită situație.
În "Enciclopedie de psihologie", opinia publică este definită ca "procesul psihosociologic interactiv de agregare a judecăților evaluative, atitudinilor și credințelor referitoare la o problemă socială ale unui număr semnificativ de persoane dintr-o comunitate care se exprimă verbal deschis". În „Dicționar de psihologie”, elaborat de Paul Popescu-Neveanu, termenul opinie publică este definit ca fiind „fenomen psihosocial al cărui conținut este dat de aprecierea generalizată a unei populații, de la întreaga societate până la grupa de muncă sau clasa școlară, asupra problemelor conduitei umane, a vieții sociale, politice, economice și culturale.” Opinia publică are o importantă funcție de stimulare și reglaj social; reglementează relațiile sociale și constituie un mijloc principal de educație socială. În formarea opiniei publice se îmbină elementele raționale cu cele emoționale, astfel încât cantitatea de informație privitoare la fenomenele sociale joacă un rol la fel de important ca și dispozițiile, resentimentele și dorințele maselor.  
B. Hennessy definește opinia publică drept "un complex de preferințe exprimate de un număr semnificativ de persoane cu privire la o problemă de importanță generală".
De foarte multe ori, noțiunea de opinie publică este asimilată, și uneori se pune chiar sub semnul egalității, cu o anumită mulțime, cu un anumit grup de persoane, semnificativ ca dimensiuni.Cum nu se poate pune semnul egalității între omul care își exprimă o părere și omul ca atare, în carne și oase, mai ales în calitate de votant, tot așa nu se poate considera că "opinia publică" reprezintă o masă de oameni definită în funcție de diverse criterii (de la cel național, până la cel profesional). Așa că este impropriu să se spună, de pildă, "opinia publică cere..." sau "opinia publică regretă...".
În unele teorii politice, opinia publică este asimilată cu ideologia maselor, în opoziție cu ideologia elitelor, exprimată prin retorica oficială.